# Westinghouse Electric Company
A Westinghouse Electric Company (WEC) egy nukleáris energia termelésével kapcsolatos szolgáltatásokkal foglalkozó világcég, beleértve a nukleáris üzemanyagellátás, a tervezés, kivitelezés, karbantartás és az atomerőművek ellenőrzésének feladatait is.
A Westinghouse Electric Company rendelkezik a világon telepített legtöbb működő  nukleáris reaktorral, ő segített megépíteni az első atomerőműveket az Amerikai Egyesült Államokban, a 20. század derekán, e technológia alkalmazásának hajnalán. 
Székhelye Cranberry Townshipben, Pennsylvania államban van (USA), de a Toshiba Corporation a jelenlegi többségi tulajdonosa. 2017. március 24-én a Toshiba bejelentette, hogy megnyitja a felszámolási eljárás 11. fejezetét, a nukleáris reaktorok építéséből, főként a négy AP1000-es reaktor, a georgiai Alvin Vogtle-erőműben és Virgil C. Summerben, Dél-Karolinában megindított projektjéből eredő kilenc milliárd dolláros veszteség miatt.

## Története
A Westinghouse Electric Companyt George Westinghouse alapította 1886-ban Pittsburghben, akinek e témában benyújtott első szabadalma az elektromos áramfejlesztő rendszer volt. A cég nevét 1945-ben Westinghouse Electric Corporationre változtatták, jelenlegi nevét 1997-ben kapta.

## Fordítás
Ez a szócikk részben vagy egészben  a   Westinghouse Electric Company című olasz Wikipédia-szócikk ezen változatának fordításán alapul.  Az eredeti cikk szerkesztőit annak laptörténete sorolja fel. Ez a jelzés csupán a megfogalmazás eredetét és a szerzői jogokat jelzi, nem szolgál a cikkben szereplő információk forrásmegjelöléseként.